# Christine Sinclair
Christine Sinclair (født 12. juni 1983) er en kvindelig canadisk fodboldspiller, der spiller for Portland Thorns FC i NWSL og Canadas kvindefodboldlandshold.
Hun har verdensrekorden for flest mål scoret, for både kvinder og mænd, med i alt 186 mål på landsholdet. Samtidig er hun, pr. 2020, den aktive spiller med flest internationale landskampe, på 296 kampe. Hun er også den næstbedste spiller for begge køn, efter brasilianske Marta, til at score ved i alt 4 VM-slutrunder.
Siden hun fik debut for landsholdet i 2000, har Sinclair deltaget ved fem verdensmesterskaber (USA 2003, Kina 2007, Tyskland 2011, Canada 2015, Frankrig 2019) og tre gange ved Sommer-OL (Beijing 2008, London 2012, Rio de Janeiro 2016). Desuden er hun blevet nomineret hele 7 gange, til Årets fodboldspiller (FIFA) i 2005, 2007, 2008, 2010, 2012 og 2016.
I 2021, ved Sommer-OL 2020 i Tokyo, var hun også med til at vinde Canadas første OL-guldmedalje i kvindefodbold, efter finalesejr over Sverige.